# SV SUBT
SV SUBT (auch: SV Sport Unie Brion Trappers) ist ein Fußballverein aus Kintjan auf der Insel Curaçao und spielt in der Saison 2015 in der Sekshon Pagá, der höchsten Spielklasse des nationalen Fußballverbands von Curaçao. Der Verein ist mit 19 Titelgewinnen der Rekordmeister der Sekshon Pagá und gewann zudem fünfmal die Kopa Antiano.

## Erfolge
- Kopa Antiano[2]

Meister: 1969, 1980/81, 1982/83, 1983, 1984
- Sekshon Pagá[3]

Meister: 1938/39, 1940/42, 1944/46, 1946/47, 1947/48, 1950, 1951, 1953/54, 1955/56, 1956, 1958/59, 1971/72, 1976/77, 1978/79, 1980, 1982, 1983, 1984, 1985